# Татарский Шуран
Татарский Шуран — деревня в Муслюмовском районе Татарстана. Входит в состав Кряш-Шуранского сельского поселения.

## География
Находится в восточной части Татарстана на расстоянии приблизительно 13 км на север по прямой от районного центра села Муслюмово и граничит с административным центром, селом Кряш-Шуран

## История
Основана не позднее 1735 года, упоминалась еще и как Петровское, Катановка. До XIX века жители относились к тептярям.

## Население
Постоянных жителей было: в 1816 — 44 души мужского пола, в 1834 — 81, в 1870—139, в 1906—204, в 1920—300, в 1926—298, в 1938—276, в 1949—246, в 1958—209, в 1970—273, в 1979—171, в 1989—161,124 в 2002 году (татары 90 %), 137 в 2010.